# Magyarország az 1983-as fedett pályás atlétikai Európa-bajnokságon
Magyarország a Budapesten megrendezett 1983-as fedett pályás atlétikai Európa-bajnokság egyik részt vevő nemzete volt. Az ország a versenyen 31 sportolóval képviseltette magát.

## Érmesek
| Érem  | Versenyző     | Versenyszám | Dátum      |
| ----- | ------------- | ----------- | ---------- |
| Arany | Szalma László | Távolugrás  | március 6. |
| Ezüst | Pálóczi Gyula | Távolugrás  | március 6. |
| Bronz | Bakosi Béla   | Hármasugrás | március 5. |
| Bronz | Nagy István   | 200 m       | március 6. |

## Eredmények

### Férfi
| Versenyző       | Versenyszám      | Előfutam | Előfutam | Előfutam | Elődöntő   | Elődöntő   | Elődöntő   | Döntő    | Döntő    |
| Versenyző       | Versenyszám      | Idő      | Hely.    | Össz.    | Idő        | Hely.      | Össz.      | Idő      | Helyezés |
| --------------- | ---------------- | -------- | -------- | -------- | ---------- | ---------- | ---------- | -------- | -------- |
| Kiss Ferenc     | 60 m             | 6,77     | 3.       | 10.      | 6,76       | 5.         | 10.        | kiesett  | kiesett  |
| Kiss Ferenc     | 200 m            | 21,34    | 1.       | 7.       | 21,04      | 2.         | 3.         | 21,57    | 5.       |
| Nagy István     | 200 m            | 21,25    | 1.       | 1.       | 20,94      | 1.         | 2.         | 21,18    |          |
| Babály László   | 200 m            | 21,30    | 2.       | 5.       | 21,32      | 4.         | 7.         | kiesett  | kiesett  |
| Újhelyi Sándor  | 400 m            | 47,51    | 2.       | 3.       | nem indult | nem indult | nem indult | kiesett  | kiesett  |
| Menczer Gusztáv | 400 m            | 48,54    | 5.       | 14.      | kiesett    | kiesett    | kiesett    | kiesett  | kiesett  |
| Takács István   | 400 m            | 48,00    | 4.       | 9.       | kiesett    | kiesett    | kiesett    | kiesett  | kiesett  |
| Paróczai András | 800 m            | 1:50,07  | 5.       | 7.       | nem indult | nem indult | nem indult | kiesett  | kiesett  |
| Szabó Zsolt     | 800 m            | 1:50,62  | 5.       | 13.      | kiesett    | kiesett    | kiesett    | kiesett  | kiesett  |
| Szabó Tamás     | 1500 m           | 3:43,97  | 5.       | 5.       |            |            |            | 3:44,85  | 8.       |
| Énekes Béla     | 1500 m           | 3:48,96  | 5.       | 11.      |            |            |            | kiesett  | kiesett  |
| Szvoboda János  | 1500 m           | 3:50,12  | 6.       | 12.      |            |            |            | kiesett  | kiesett  |
| Szász László    | 3000 m           |          |          |          |            |            |            | 8:00,20  | 7.       |
| Bakos György    | 60 m gát         | 7,74     | 2.       | 3.       | 7,65       | 2.         | 2.         | 7,64     | 5.       |
| Bodó Béla       | 60 m gát         | 7,90     | 4.       | 13.      | kiesett    | kiesett    | kiesett    | kiesett  | kiesett  |
| Andrásfai Endre | 5000 m gyaloglás |          |          |          |            |            |            | 20:16,33 | 5.       |
| Farkas Zoltán   | 5000 m gyaloglás |          |          |          |            |            |            | 20:36,75 | 6.       |
| Szűcs József    | 5000 m gyaloglás |          |          |          |            |            |            | 21:35,92 | 7.       |

| Versenyző          | Versenyszám | Selejtező | Selejtező | Döntő    | Döntő    |
| Versenyző          | Versenyszám | Eredmény  | Helyezés  | Eredmény | Helyezés |
| ------------------ | ----------- | --------- | --------- | -------- | -------- |
| Gerstenbrein Tibor | Magasugrás  |           |           | 2,20 m   | 12.      |
| Németh Gyula       | Magasugrás  |           |           | 2,20 m   | 13.      |
| Makó Ernő          | Rúdugrás    |           |           | 5,20 m   | 16.      |
| Novobáczky József  | Rúdugrás    |           |           | 5,20 m   | 19.      |
| Szalma László      | Távolugrás  |           |           | 7,95 m   |          |
| Pálóczi Gyula      | Távolugrás  |           |           | 7,90 m   |          |
| Bakosi Béla        | Hármasugrás |           |           | 16,90 m  |          |

### Női
| Versenyző       | Versenyszám | Előfutam | Előfutam | Előfutam | Elődöntő | Elődöntő | Elődöntő | Döntő   | Döntő    |
| Versenyző       | Versenyszám | Idő      | Hely.    | Össz.    | Idő      | Hely.    | Össz.    | Idő     | Helyezés |
| --------------- | ----------- | -------- | -------- | -------- | -------- | -------- | -------- | ------- | -------- |
| Juhász Erzsébet | 200 m       | 24,21    | 4.       | 7.       |          |          |          | kiesett | kiesett  |
| Forgács Judit   | 400 m       | 53,49    | 2.       | 4.       |          |          |          | 53,86   | 4.       |
| Ágoston Zita    | 1500 m      |          |          |          |          |          |          | 4:27,74 | 7.       |
| Jankó Ilona     | 3000 m      |          |          |          |          |          |          | 9:30,28 | 5.       |
| Csehi Andrea    | 60 m gát    | 8,71     | 6.       | 11.      |          |          |          | kiesett | kiesett  |

| Versenyző     | Versenyszám | Selejtező | Selejtező | Döntő    | Döntő    |
| Versenyző     | Versenyszám | Eredmény  | Helyezés  | Eredmény | Helyezés |
| ------------- | ----------- | --------- | --------- | -------- | -------- |
| Béla Emese    | Magasugrás  |           |           | 1,90 m   | 4.       |
| Vanyek Zsuzsa | Távolugrás  |           |           | 6,39 m   | 6.       |